# Mefibóixet
Segons l'Antic Testament, Mefibóixet o Merí-baal (en hebreu אשבעל בן-יְהוֹנָתָן Meriba'al ben Yəhônātān) era el fill de Jonatan, primogènit del primer rei d'Israel Saül.
Mefibóixet tenia cinc anys quan el seu pare i el seu avi van morir a la Batalla de Guilboa en les lluites entre israelites i filisteus. Quan va arribar la notícia, la seva mainadera el va agafar al coll, però amb les preses per fugir li va caure i va quedar coix de tots dos peus.
El seu oncle Ixbóixet, únic fill del rei Saül supervivent, va proclamar-se rei d'Israel i va començar una guerra civil contra la tribu de Judà, que havia proclamat rei a David. D'aquesta manera, Mefibóixet no va ser perseguit per la guerra i un criat de Saül, anomenat Sibà el va portar secretament a casa de Maquir, fill d'Ammiel, de Lodebar.
Allà, Mefibóixet va dur una vida tranquil·la i normal. Es va casar i va tenir un fill anomenat Micà. Poc després del naixement del seu fill, es va haver de presentar al rei David. Mefibóixet va anar cap a Jerusalem temerós per la seva vida, ja que ell era l'hereu de la Casa de Saül. David li va retornar totes les propietats del seu avi Saül i el va convidar a quedar-se al Palau Reial i a viure com un més dels seus fills.
Quan Absalom va rebel·lar-se contra David i aquest va marxar de Jerusalem, Mefibóixet va quedar-se a la ciutat perquè va pensar que la gent li donaria suport com a descendent de Saül. Un cop mort Absalom, David va retornar a Jerusalem però Mefibóixet, en lloc d'enfrontar-s'hi, li va suplicar perdó i es va poder quedar a la capital del regne.

## Descendents de Mefibóixet
La Casa de Mefibóixet va ser molt nombrosa, segons la Bíblia, l'únic fill del príncep va ser Micà que al seu torn va ser pare de Piton, Mèlec, Tarea i Ahaz. Ahaz va ser pare de Jehoadà, que va tenir tres fills; Alèmet, Azmàvet i Zimrí. Aquest últim seria el rebesavi (a través del seu fill Mossà, el seu net, Binà, el seu besnet Rafà) del ric i benestant Elassà.
El noble Elassà va repartir les possessions entre els seus dos fills, Assel i Éixec. Mentre que Assel va tenir sis fills (Azricam, Bocrú, Ixmael, Xearià, Obadià i Hanan), Éixec en va tenir tres, Jeuix, Elifèlec i el primogènit Ulam, cap d'una extensa família de més de cent cinquanta persones.